# شرف الدين موسى
موسى بن عبد العزيز أبو المجد (669 - 740 هـ)، المُكنّى بـ أبي العمران شرف الدين. هو إمام صوفي سني، وُلد في مدينة دسوق بشمال مصر. وتفقه على مذهب الإمام الشافعي. هو الشقيق الأصغر للقطب الصوفي إبراهيم الدسوقي، وهو أول خلفاء المقام الإبراهيمي، وأصبح شيخ الطريقة الدسوقية من بعد أخيه.

## حياته
تلقى العلم الديني عن طريق شقيقه إبراهيم الدسوقي، ولما كمل تعلمه؛ أذن له شقيقه بالسفر إلى القاهرة، فأقام بها ينشر العلم ويربّى السالكين في حياة أخيه.
أصبح شيخ الطريقة الدسوقية بعد وفاة شقيقه، وعاش متنقلاً ما بين دسوق والإسكندرية مجتهداً في نشر العلم وتربية المريدين.

## وفاته
أدركته الوفاة بالإسكندرية عام 739 هـ، وحُمِل إلى دسوق ودفن بجوار شقيقه إبراهيم الدسوقي من الجهة القبلية بمسجد إبراهيم الدسوقي.